# Pultenaea euchila
Pultenaea euchila är en ärtväxtart som beskrevs av Dc. Pultenaea euchila ingår i släktet Pultenaea och familjen ärtväxter. IUCN kategoriserar arten globalt som livskraftig. Inga underarter finns listade i Catalogue of Life.